# Étienne Turquet
Étienne Turquet (Cherasco ou Chieri (Italie) v.1495 - Lyon v.1560) est un marchand piémontais, né Stefano Turchetti, qui initiera la production de tissu en soie à Lyon.
Depuis 1460, les foires de Lyon sont en expansion, et depuis 1531, Lyon est devenu l'entrepôt obligé des soies étrangères. À partir de 1534, Étienne Turquet importe épices et velours à Lyon. 
Avec son compatriote Barthélemy Naris, il incite alors le Consulat à y implanter le tissage. À partir de 1536, il commence à installer des ateliers de tissage de la soie. À cette date, il obtient du Consulat le droit de faire venir des ouvriers spécialisés de Gênes, et du roi François Ier des lettres patentes pour créer une compagnie commerciale destinée à faire « draps d'or, d'argent et de soie [...] qui seroit un bien gros bien pour ceste ville et tout le royaume ». L'objectif du roi, fortement impliqué dans les guerres d'Italie, est de briser le monopole commercial de la république de Gênes. Il s'agit également de dynamiser l'économie locale.
Cette entreprise utilisant largement les femmes et les enfants recueillis au sein de l’aumônerie générale de Lyon, Turquet en deviendra administrateur.